# Beni Ksila
Beni Ksila (em árabe: بنى كسيلة) é uma comuna localizada na província de Bugia, no norte da Argélia. Segundo o censo de 2008, a população total da cidade era de 4 385 habitantes.